# Kamerun na Letnich Igrzyskach Olimpijskich 1976
Kamerun na Letnich Igrzyskach Olimpijskich 1976 reprezentowało 4 zawodników, którzy nie zdobyli medalu. Był to czwarty start reprezentacji Kamerunu na letnich igrzyskach olimpijskich.
Kamerun wraz z większością krajów afrykańskich zbojkotowali igrzyska w Montrealu, z powodu uczestnictwa Nowej Zelandii, której sportowcy mieli sportowe powiązania z RPA. Kamerun inaczej niż inne kraje afrykańskie, które w ogóle nie wysłały do Kanady swoich reprezentantów, wraz z Egiptem, Marokiem i Tunezją rywalizowali w zawodach przez pierwsze 2 dni.

## Skład kadry

### Kolarstwo
Mężczyźni
- Joseph Kono, Maurice Moutat, Henri Mveh, Nicolas Owona - jazda drużynowa na czas - Nie ukończyli wyścigu